# 塞蒂纳
塞蒂纳，是西班牙阿拉贡自治区萨拉戈萨省的一个市镇。 总面积79平方公里，总人口739人（2001年），人口密度9人/平方公里。